# Kobyłczyna
Kobyłczyna – wieś w Polsce położona w województwie małopolskim, w powiecie limanowskim, w gminie Laskowa.
| SIMC    | Nazwa      | Rodzaj    |
| ------- | ---------- | --------- |
| 0437607 | Gołębiówka | część wsi |
| 0437613 | Kaleń      | część wsi |
| 0437620 | Podlesie   | część wsi |
| 0437636 | Tokarzówka | część wsi |

Wieś duchowna, własność klasztoru klarysek w Starym Sączu, położona była w drugiej połowie XVI wieku w powiecie sądeckim województwa krakowskiego. W latach 1975–1998 miejscowość administracyjnie należała do województwa nowosądeckiego.
Kobyłczyna jest jedyną wsią w gminie, która nie posiada budynku użyteczności publicznej.